# ロバート・ウェイド
ロバート・ウェイド（英: Robert Wade、1962年 - ）は、イギリス出身のウェールズの脚本家。

## 人物
ニール・パーヴィスと共同で5本の映画を製作しており、「イギリスで最も成功したスクリーンライティングパートナーシップの1つ」に選ばれた。現在は4人の子供と共にウェスト・サセックスに住んでいる。

## 作品一覧
- ワールド・イズ・ノット・イナフ（1999年）
- プランケット&マクレーン（1999年）
- 007/ダイ・アナザー・デイ（2002年）
- ジョニー・イングリッシュ（2003年）
- ブライアン・ジョーンズ ストーンズから消えた男（2005年）
- 007/カジノ・ロワイヤル （2006年）
- 007/慰めの報酬（2008年）
- 007 スカイフォール（2012年）
- 007 スペクター（2015年）
- SS-GB ナチスが戦争に勝利した世界（英語版）（2017年、テレビシリーズ）
- 007/ノー・タイム・トゥ・ダイ（2020年）